# Alimmainen Posiolampi
Alimmainen Posiolampi och Ylimmäinen Posiolampi, eller Posiolammet är sjöar i Finland. De ligger i kommunen Posio i landskapet Lappland, i den norra delen av landet, 700 km norr om huvudstaden Helsingfors. Alimmainen Posiolampi ligger 264,1 meter över havet. Den är 5 meter djup. Arean är 86,8 hektar och strandlinjen är 6,71 kilometer lång. Sjön  ingår i Koundaälvens huvudavrinningsområde.   De ligger vid sjön Hoikkajärvi.